# Your Forgiveness
"Your Forgiveness" är en låt av den finländska rockgruppen The Rasmus från deras sjunde album Black Roses.
Bandet har framfört låten på nästan alla konserter under sin Black Roses Tour där bandmedlemmarna flera gånger har nämnt att de har förberett en musikvideo för denna låt. Det har även diskuterats huruvida låten möjligtvis skulle ha släppts som uppföljare till singeln "Justify", men bandet har dock inte givit några officiella kommentarer kring detta. Då bandet skrev nytt material från och med oktober 2009 släpptes låten aldrig som singel. Däremot hade en självproducerad musikvideo premiär online den 23 december 2009 i samband med en julhälsning från bandet till deras fans.
"Your Forgiveness" är enligt sångaren Lauri Ylönen en låt som har en helt annan stämning då den börjar än när den slutar. Som med många andra låtar på albumet har även "Your Forgiveness" ett elektriskt mixat sound. Låten är baserad på kärlek som tas en aning seriöst.

## Musikvideo
Videon till låten spelades in i februari 2009 med regi och inspelning helt av basisten Eero Heinonen. Inspelningen ägde rum i Helsingfors på en kall och frusen del av havet nära sångaren Lauri Ylönens hus. Trots att videon spelades in i februari 2009 blev inte premiärvisningen av förrän den 23 december 2009 online i samband med en julhälsning från bandet till deras fans. Fem dagar efter laddade även Heinonen upp videon på sin Youtube-kanal.
Huvudpersonerna i videon är en ung kille och en tjej som är förlovade med varandra. Tjejen älskar killen, men det visar sig att han inte älskar henne. Under middagen ger killen tillbaka sin förlovningsring och lämnar sedan tjejen. Detta retar upp henne så mycket att hon knivhugger honom. Han skadas allvarlig och förs till sjukhus. Tjejen dyker sedan upp på sjukhuset och ber om förlåtelse, men killen avlider i slutet av videon. I andra scener ser man även bandmedlemmarna spela sina instrument ute på den snötäckta marken.

## Medverkande
The Rasmus
- Lauri Ylönen – sång
- Eero Heinonen – bas
- Pauli Rantasalmi – gitarr
- Aki Hakala – trummor

Produktion
- Desmond Child – exekutiv producent, inspelning, keyboard, programmering
- Harry Sommerdahl – producent, inspelning, bearbetning för stråkar, tillagd bakgrundssång
- Jon Vella – delproducent, inspelning, tillagd bakgrundssång
- Michael Wagener – mixning
- Greg Calbi – mastering